# アリキ・ディプララコウ

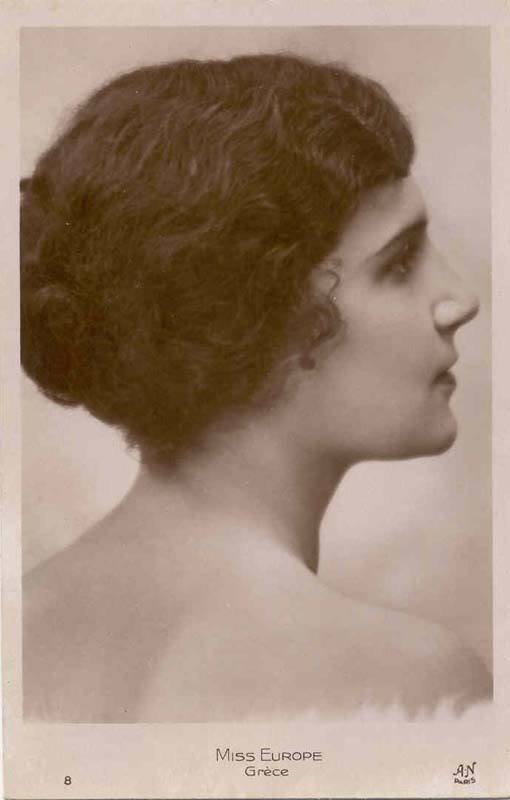
アリキ・ディプララコウ

アリキ・ディプララコウ（ギリシア語: Αλίκη Διπλαράκου、英語: Alice Diplarakou, Aliki Diplearakos, Aliki Diplarakos、1912年8月28日 – 2002年10月30日）は、ギリシャのモデルであり、ミス・ギリシャ1929（ミス・ヘラス:Μις Ελλάς）およびミス欧州1930の優勝者。国際的な美人コンテストへ出場した人物としてもギリシャ国内初である。

## 半生
ディプララコウ家はアテネの在住だったが、もとはマニ半島の原住民であるマニアテスであった。弁護士の父を持ち、彼女の妹はポール・クローデルの息子の妻である。
1929年にミス・アテネ、1929年にはミス・ギリシャで、いずれも2位でテッサロニキ出身のロクサニ・スタージウ (Ρωξάνη Στεργίου)を破り優勝する。また、偶然のきっかけから1930年2月6日にパリで開催されたミス欧州1930へ参加し、優勝を勝ち取ってギリシャ初の快挙となった。同じ年にリオ・デ・ジャネイロで開催されたミス・ユニバースでは茶髪の部門で次点に留まる。
その後、彼女は古代および現代ギリシア文化についての講演旅行で米国を回る。彼女は母語の他英語、フランス語、イタリア語に通じていた。30年代に男装の上で女気禁止のアトス山へ入ったときにも話題となり、アトス山の物語は、1953年7月13日の『タイム』誌に「罪の終末」なるタイトルで取り上げられる。彼女が如何にしてミス欧州となったのかタイム誌の記者から訊ねられ、次のように答えたという。

母、友人、私がアテネの英国大使館でお茶を飲んでいたとき、誰かがアテネの劇場で開催されている美人コンテストを見に行くようにと勧めました。箱馬車で行くと……審査員が突然私の名前を呼びました。騙されていると思って拒否しようとすると、大統領が現れ、これは愛国的な義務なのだと言ったのです。3日後に私はパリにいることに気づきました。私はコンテストに勝ち……そしてもちろん、それを通り抜けてリオに行かなければなりませんでした。

彼女は演劇にも出演したが、最初の役はプロメテウスだったようである。

## 家族
Georgios DiplarakosとNicolessis (Elena Nicolessi) の間に生まれる。彼女には3人の姉妹がいた。
- フランスの外交官アンドレ・ロドカナチ（フランス語版）（フランスの上院議員ジョスラン・ド・ロアン（英語版）の母親であるロアン公（フランス語版）のドウェージャー公爵夫人と再婚した）と結婚したナダ・ディプララコス（1912年 - 1966年）
- ポール・クローデルの息子であるアンリ・クローデルと結婚したクリスティーナ・ディプララコス（1918年 - 1999年）[3]
- Spiros Vassilopoulosと結婚したEdmée Diplarakos（1916年 - 1983年）[要出典]

## 婚姻
彼女は2度結婚した。夫は次のとおり。
- フランスの飛行士であり、ノーム・エ・ローヌの礫岩のディレクターであり、ラザール・ワイラー（英語版）の息子でアリス・ジャバル（英語版）を妻に持つポール・ルイ・ワイラー（英語版）。1932年10月31日の結婚式のゲストには、作家のポール・モラン、詩人のポール・ヴァレリー、外交官のフィリップ・ベルテロ（英語版）が含まれていた。彼らは子供Paul-Annick Weillerをもうけている（1933年7月28日 パリ – 1998年11月2日 ジュネーブ）。彼らの息子は、1965年6月26日にサンタ・マリア・イン・トラステヴェレ聖堂においてトルローニャ家（英語版）・ディチ・ヴィテッラ＝チェージ（1943年12月27日 - 、ローザンヌ、モンChoisi、）と結婚、のちのルクセンブルク大公子ギヨーム（英語版）の妃シビラの親となる。
- ジョン・ラッセル卿（英語版）（1914年8月23日– 1984年8月3日）、イギリスの外交官、同名の第6代ベッドフォード公爵の子孫。1962年から1974年にかけてエチオピア、ブラジル、スペインで大使を務める。1945年12月15日に結婚したラッセルには、ジョージアナ・アレクサンドラ・ラッセル (1947年生、のちのブースビー准男爵（英語版）夫人)、アレクサンダー・チャールズ・トーマス・リオセスリー・ラッセル（1950年生）の2人の子供がいた。